# 金曜夕方 どぉ〜かいの
金曜夕方 どぉ～かいの！（きんよう・ゆうがた・どぉかいの）は、NHK広島放送局がラジオ第1で毎週金曜日の夕方、広島県向けに放送する地域情報番組。

## 番組概要
出演者と同じ30-40代のサラリーマンをメインターゲットに、アラフォー世代の子育て・仕事・夫婦関係といった悩みについてリスナーの意見を真剣に考えるほか、県内の地域情報、災害対策の情報なども提供していくラジオ番組。
2016年9月1日より、らじる★らじるにて全国に向けて配信を開始した。

## 放送時間
通常時放送時間
17:00-18:50（国会中継が延長された場合は短縮放送となる）
プロ野球期間中
野球中継を行う場合は17時台のみの放送となる。このため、大相撲期間中は当番組が休止になる場合がある。
大相撲本場所六日目・十三日目
18:00-18:50（上述の通り、プロ野球中継が組まれた場合は放送休止となる）
- なお、祝日の場合は放送休止。

## 出演
- 緒方かな子（地元出身・在住の俳優・タレント）
- 内藤雄介（広島局アナウンサー）
- 上原光紀（同上）

内藤・上原はダブルキャストで基本隔週出演

## その他
- この放送により同一時間帯に放送している『先読み!夕方ニュース』は聴取することができないが、IPサイマルラジオサービス2者（NHKネットラジオ らじる★らじる、及び、民放ラジオポータルサイト「radiko（2017年10月2日放送分～2018年3月30日までと[1]、同年4月12日放送分より1年間[2][3]）」）で補完聴取が可能となる。